# Süsü Koncert
A Süsü Koncert egy koncertfilm, amely a Budapest Sportcsarnokban, 1994-ben megrendezett nagyszabású koncert felvétele, amelyet a Gyereknap, vagy amit akartok című gyereknapi műsorban látható a TV-2-n. A koncerten a Süsü, a sárkány c. bábfilmsorozat dalai hangzottak el a Bergendy Tánc és Szalonzenekar előadásában, a Karsai Pantomim Rt. és Bodrogi Gyula közreműködésével.

## Érdekességek
- Hogyan került beat zene gyerekműsorba? A hetvenes években ez nem volt szokásos. Sőt! Az áttörést a Papírsárkány c. Bergendy szám okozta. Volt egy Papírsárkány c. kisiskolásoknak szóló sorozat / rendező: Somhegyi Béla, szerkesztő: Takács Vera/ és a cím egyezés indokával meghívták vendégnek az együttest, akik olyan sikerrel zenéltek és komédiáztak, hogy a Süsü, a sárkány stábja el tudta érni, hogy Bergendy István legyen a Süsü zeneszerzője. Ettől kezdve a gyerekműsorok állandó vendégei, alkotó társai lettek
- Amikor az első Süsü készült, 1976-ban még a Bergendy-együttes készítette a zenét. A koncert idején, 1994-ben már Bergendy Tánc és Szalonzenekar játszott.
- A Süsü koncert úgynevezett félplayback módon készült. A zenei alapra a színészek, énekesek ráénekeltek élőben.
- Karsai János pantomimművész, a Karsai Pantomim Rt vezetője maga bújt bele Süsü testébe. 2 méter körüli figurát nehéz volt egyensúlyozni és még táncolni is vele.
- A mesélő Bergendy István volt. Gyakran szólította meg a közönséget, akik természetesen jól ismerték a zenét és a szövegeket is
- Mellékes érdekesség, hogy a Süsü szövegeknek sok "népi" változata született, különösen a középiskolások körében

## Alkotók
- Dalszöveg: Csukás István
- Zene: Bergendy István
- Dramaturg: Takács Vera
- Rendező: Szabó Attila
- Díszlet- és bábtervező: Lévai Sándor
- Vezető operatőr: Abonyi Antal
- Gyártásvezető: Singer Dezső, Ujfalusi László
- Felvételvezető: Balázs Imre
- Koreográfus: Karsai Gizella
- Zenei szerkesztő: Szigeti Ági
- Munkatársak: Abonyi Lóránd, Balogh Lajos, Bánfalvy Tamás, Dancsók Zoltán, Détári Erzsébet, Halász Gábor, Héjj János, Hódossy Zoltán, Langer Gyula, Lenkei András, Kupcsik Gyula, Kuti László, Majszing György, Németh György, Pintér Endre, Szatmári Zoltán, Tokos Zoltán, Tréfás Sándor, Vohna Ferenc
- Fővilágosító: Tréfás Imre
- Műszaki vezető: Tanos Tamás
- Hangmérnök: Bakonyi Ádám, Harangozó Szilveszter
- Képmérnök: Bolacsek Gábor, Láposi Zoltán
- Rögzítésvezető: Csillag György
- Képvágó: Zelencsuk György
- Asszisztens: Hegedűs Anikó
- Technikai rendező: Salgó Zoltán
- A koncertet támogatták: PLUSSSZ, INKAL, ESKIMO, OYO, RÁBAY ROYAL Divatáru nagykereskedés

Készítette a Gyermek és Ifjúsági Műsorok Stúdiója (stúdióvezető: É. Szabó Márta)

## Fellépők
- Bodrogi Gyula – Süsü hangja
- Bergendy István
- Bergendy Péter
- Zareczky Miklós
- Móré István
- Antall Gábor
- Oroszlán György
- Bálint István
- Dáni János
- Gábor Péter
- Pérczhy Nelly
- Janza Kata
- Vasvári Éva
- Karsai János – Süsü bábuban

Közreműködött a Bergendy Szalon Zenekar.

## Elhangzó dalok
1. Süsü dala: Ó, ha rózsabimbó lehetnék
2. Elbujdosok, de hova
3. A zsoldosok dala: Mi vagyunk a zsoldosok
4. Bús királylány dala: Én vagyok a Bús Királylány
5. Kóbor Királyfi dala: Én vagyok a Jó Királyfi
6. A Jó Királyfi és a Bús Királylány dala
7. A Sárkányfűárus dala: Bosszú, bosszú, édes bosszú
8. Ide, ide, mindent ide!
9. Kancellár és Írnok dala: Meghajlás, éljenzés
10. Mint a szellő, járd a táncot...
11. Sárgarépa, laboda...
12. Mint a szellő, járd a táncot.../Sárgarépa, laboda... (egyveleg)
13. Torzonborz király dala: Torzonborz a nagy király!
14. Vadkörtedal: Ó, de finom a vadkörte...
15. Seprű, seprű, nyírfa seprű
16. Torzonborz király dala: Ez az ötlet hű-hű-hű...
17. Csak rajta! Csak rajta! Csak rajta!
18. Szerenád: Plöm-plöm-plöm-plöm...
19. Süsü dala: Én vagyok a híres egyfejű...
20. Záródal (finálé)

- Valamennyi dal szövegét Csukás István írta